# Urgun (distrikt)
Urgun är ett distrikt i Afghanistan. Det ligger i provinsen Paktika, i den östra delen av landet, 170 kilometer söder om huvudstaden Kabul. Administrativ huvudort är Urgun.
Distriktet beräknades år 2022 ha cirka 94 000 invånare.